# Dejan Tomašević
Dejan Tomašević (srp. Дејан Томашевић) (Beograd, Srbija, 6. svibnja 1973.) je bivši srbijanski košarkaš koji je igrao na poziciji centra. S košarkaškom reprezentacijom SR Jugoslavije, Tomašević je osvojio tri europska te dva svjetska košarkaška prvenstva dok je 1996. s reprezentacijom igrao u olimpijskom finalu protiv SAD-a.

## Karijera

### Klupska karijera
Dejan Tomašević je svoju košarkašku karijeru započeo 1990. godine u Borcu iz Čačka. 1991. prelazi u beogradsku Crvenu zvezdu za koju je igrao četiri sezone te u tom razdoblju osvojio dva jugoslavenska prvenstva. Nakon toga Tomašević prelazi u redove gradskog rivala Partizana za koji je također igrao četiri sezone te osvojio dva domaća prvenstva i kup. Svoju petu i šestu titulu nacionalnog prvaka Tomašević je osvojio igrajući za podgoričku Budućnost (1999. – 2001.).
Svoj prvi veći transfer, igrač je postigao 2001. kada prelazi u španjolsku TAU Cerámicu za koju je igrao jednu godinu. U tom razdoblju igrač je s momčadi osvojio domaće ACB prvenstvo i Kup kralja. Nakon toga prelazi u Pamesa Valenciju s kojom je 2003. osvojio Eurocup. Tada je proglašen i za MVP finala Eurocupa.
Nastupajući za atenski Panathinaikos (2005. – 2008.), Tomašević je 2006., 2007. i 2008. osvojio tri uzastopna grčka prvenstva i kupa dok je 2007. ostvarena "trostruka kruna" osvojivši i Euroligu. Svoju posljednju aktivnu igračku sezonu Tomašević je odigrao u solunskom PAOK-u.
Dok je igrao za Budućnost Podgoricu, Dejan Tomašević je proglašen MVP-jem Eurolige za regularni dio sezone 2000./01. a iste godine je uvršten i u All-Euroleague prvu momčad, kao i sljedeće sezone kada je igrao za Pamesa Valenciju. Također, igrač je i 1998. bio MVP YUBA lige.

### Reprezentativna karijera
Dejan Tomašević je s košarkaškom reprezentacijom SR Jugoslavije bio europski prvak na EuroBasketu 1995., 1997. i 2001. dok je 1999. bio brončani. Tu su i dva naslova svjetskog prvaka 1998. i 2002. godine. S reprezentacijom je nastupio na tri Olimpijade (1996., 2000. i 2004.) s time da je na prvim OI s reprezentacijom igrao u olimpijskom finalu gdje je SRJ poražena od SAD-a.

## Vanjske poveznice
- Profil igrača na Euroleague.net
- Profil igrača na EuroBasket.com
- Profil igrača na FIBA Europe.com